# Коне, Ибрагима (футболист, 1999)
Ибраима Коне (фр. Ibrahima Koné; род. 16 июня 1999, Бамако) — малийский футболист, нападающий испанского клуба «Альмерия» и сборной Мали.

## Клубная карьера
Коне — воспитанник клуба «Бамако». В начале 2018 года Ибраима подписал контракт с норвежским «Хёугесунном». 11 марта в матче против «Одда» он дебютировал в Типпелиге. 5 августа в поединке против «Тромсё» Ибраима забил свой первый гол за «Хёугесунн». В начале 2020 года Коне на правах аренды перешёл в турецкий «Адана Демирспор». 16 февраля в матче против «Бурсаспора» он дебютировал в Первой лиге Турции. По окончании аренды Ибраима вернулся в Хёугесунн. В начале 2021 года Коне подписал контракт с клубом «Сарпсборг 08», подписав контракт на 3 года. 21 июля в матче против «Мьёндаленом» он дебютировал за новую команду. 30 мая в поединке против «Тромсё» Ибраима забил свой первый гол за «Сарпсборг 08». 29 августа в поединке против «Саннефьорда» он сделал «покер».
В начале 2022 года Коне перешёл во французский «Лорьян», подписав контракт на 4,5 года. Сумма трансфера составила 4 млн. евро. 6 февраля в матче против «Ланса» он дебютировал в Лиге 1. В этом же поединке Ибраима забил свой первый гол за «Лорьян».

## Международная карьера
В 2017 году в составе молодёжной сборной Мали Коне принял участие в молодёжном Кубке Африки в Замбии. На турнире он сыграл в матчах против Египта, Замбии и Гвинеи.
В 2019 году в составе олимпийской сборной Мали Коне принял участие в Кубке Африки (до 23) в Египте. На турнире он сыграл в матчах против команд Египта, Камеруна и Ганы.
В том же года Коне принял участие в молодёжном чемпионате мира в Польше. На турнире он сыграл в матчах против сборных Саудовской Аравии, Франции, Аргентины и Италии.
22 июля 2017 года в отборочном матче чемпионата африканских наций 2018 против сборной Гамбии Коне дебютировал за сборную Мали. В этом же поединке Ибраима сделал хет-трик, забив свои первый голы за национальную команду.
В начале 2022 года в Коне принял участие в Кубке Африки в Камеруне. На турнире он сыграл в матчах против Туниса, Гамбии, сборной Мавритании и Экваториальной Гвинеи. В поединкках против тунисцев, гамбийцев и мавританцев Ибраима забил три гола.

### Голы за сборную Мали
| #   | Дата            | Место                                                | Противник  | Счёт | Результат | Соревнование                                  |
| --- | --------------- | ---------------------------------------------------- | ---------- | ---- | --------- | --------------------------------------------- |
| 01. | 22 июля 2017    | Стадион Модибо Кейта, Бамако, Мали                   | Гамбия     | 1:0  | 4:0       | Чемпионат Африканских наций 2018 квалификация |
| 02. | 22 июля 2017    | Стадион Модибо Кейта, Бамако, Мали                   | Гамбия     | 2:0  | 4:0       | Чемпионат Африканских наций 2018 квалификация |
| 03. | 22 июля 2017    | Стадион Модибо Кейта, Бамако, Мали                   | Гамбия     | 3:0  | 4:0       | Чемпионат Африканских наций 2018 квалификация |
| 04. | 7 октября 2021  | Стадион Адрар, Агадир, Марокко                       | Кения      | 2:0  | 5:0       | Чемпионат мира 2022 квалификация              |
| 05. | 7 октября 2021  | Стадион Адрар, Агадир, Марокко                       | Кения      | 3:0  | 5:0       | Чемпионат мира 2022 квалификация              |
| 06. | 7 октября 2021  | Стадион Адрар, Агадир, Марокко                       | Кения      | 4:0  | 5:0       | Чемпионат мира 2022 квалификация              |
| 07. | 10 октября 2021 | Национальный стадион Найао, Найроби, Кения           | Кения      | 0:1  | 0:1       | Чемпионат мира 2022 квалификация              |
| 08. | 11 ноября 2021  | Стадион имени шейха Джассима бин Хамада, Доха, Катар | Руанда     | 0:2  | 0:3       | Чемпионат мира 2022 квалификация              |
| 09. | 12 января 2022  | Стадион имени шейха Джассима бин Хамада, Доха, Катар | Тунис      | 0:1  | 0:1       | Кубок Африки 2021                             |
| 10. | 16 января 2022  | Стадион имени шейха Джассима бин Хамада, Доха, Катар | Гамбия     | 0:1  | 1:1       | Кубок Африки 2021                             |
| 11. | 20 января 2022  | Стадион имени шейха Джассима бин Хамада, Доха, Катар | Мавритания | 2:0  | 2:0       | Кубок Африки 2021                             |